# Gustavo Baroja
Milton Gustavo Baroja Narváez (Cotacachi, 1 de noviembre de 1953) es un economista y político ecuatoriano, prefecto provincial de Pichincha entre 2006 y 2019.

## Biografía
Vivió por 30 años en Colombia y estudió economía en la Universidad Nacional de Bogotá. De regreso a Ecuador ocupó varios cargos públicos, entre los que se cuentan director financiero del CONAMU (entre 1998 y 2000), gerente administrativo - financiero del FISE (2000) y director de Desarrollo Comunitario del GADPP (entre 2000 y 2002).
En 2002 fue elegido consejero provincial de Pichincha por el partido Izquierda Democrática para el periodo 2003-2007, dos años más tarde asumió la viceprefectura provincial.
Meses antes de las elecciones presidenciales de 2006 fue nombrado prefecto de Pichincha en reemplazo de Ramiro González, quien renunció al cargo para postularse como binomio del candidato Leon Roldós Aguilera, por la alianza entre la Red Ética y Democracia y la Izquierda Democrática.
En 2007 fue acusado de mantenerse como prefecto de forma ilegal. Los demandantes, entre los que se contaba al consejero Antonio Ricaurte, aseveraban que cumplido el tiempo para el que había sido elegido como consejero provincial, debía dejar también el cargo de prefecto. Baroja respondió asegurando que al haber reemplazado a González, había dejado de ser consejero provincial y por lo tanto debía cumplir el período completo como prefecto. Un juzgado de lo civil dictó sentencia en enero de 2007 a favor de la permanencia de Baroja en la prefectura, y más tarde la sentencia fue ratificada por el Tribunal Constitucional.
A finales de 2008 se desafilió de la Izquierda Democrática y empezó acercamientos con Alianza PAIS, partido del presidente Rafael Correa.
En las elecciones seccionales de 2009 se lanzó como candidato a la prefectura de Pichincha por Alianza PAIS. Habiendo sido el claro favorito a lo largo de la campaña, ganó la elección holgadamente. En 2014 fue reelecto al cargo de prefecto, superando por más de 20 puntos porcentuales a su más cercano contendiente.